# Conseil d'État (Portugal)
Pour les autres articles nationaux ou selon les autres juridictions, voir Conseil d'État.
Le Conseil d'État (en portugais : Conselho de Estado) est une institution consultative placée auprès du président de la République portugaise depuis 1983.

## Histoire
Le Conseil d'État est créé par la réforme constitutionnelle du 30 septembre 1982.
Il prend, avec le Tribunal constitutionnel la succession du Conseil de la Révolution (pt), constitué uniquement de représentants des forces armées. Il en récupère uniquement les fonctions consultatives.

## Considérations constitutionnelles
L'ensemble des dispositions constitutionnelles relatives au Conseil d'État sont regroupées au chapitre III du titre II de la troisième partie de la Constitution de 1976.

### Composition
Le Conseil d'État comprend des membres de droit et des membres nommés, conformément à l'article 142 de la Constitution :
- le président de la République ;
- le président de l'Assemblée de la République ;
- le Premier ministre ;
- le président du Tribunal constitutionnel
- le Provedor de Justiça ;
- les présidents du gouvernement des Açores et de Madère ;
- les anciens présidents de la République ;
- cinq membres nommés par le président de la République ;
- cinq membres élus par l'Assemblée de la République.

Il est à noter que parmi les anciens chefs de l'État, seuls siègent ceux élus en vertu de la Constitution de 1976 et qui n'ont pas été destitués de leur charge.

### Compétences
La Constitution définit le rôle global du Conseil d'État : 

« Le Conseil d'État est l'organe politique que consulte le président de la République »

— Article 141 de la Constitution portugaise de 1976
L'article 145 énumère de façon plus précise les compétences de l'institution, qui doit se prononcer :
- « sur la dissolution de l'Assemblée de la République et des assemblées législatives des régions autonomes » ;
- « sur la démission du gouvernement, dans le cas prévu au paragraphe 2 de l'article 195 »[1] ;
- « sur la déclaration de la guerre et la signature de la paix » ;
- « sur les actes du président de la République par intérim »[2] ;
- « dans les autres cas prévus par la Constitution, et de manière générale, de conseiller le président de la République dans l'exercice de ses fonctions, à la demande de celui-ci ».

## Composition actuelle
Les informations qui suivent sont à jour du 19 juin 2024.
Le Conseil d'État comprend actuellement dix-neuf membres.
| Membres de droit                               | Membres de droit          |
| ---------------------------------------------- | ------------------------- |
| Président de la République                     | Marcelo Rebelo de Sousa   |
| Président de l'Assemblée de la République      | José Pedro Aguiar-Branco  |
| Premier ministre                               | Luís Montenegro           |
| Président du Tribunal constitutionnel          | José João Abrantes (pt)   |
| Provedor de Justiça                            | Maria Lúcia Amaral (pt)   |
| Président du gouvernement des Açores           | José Manuel Bolieiro (pt) |
| Président du gouvernement de Madère            | Miguel Albuquerque        |
| Anciens présidents de la République            | António Ramalho Eanes     |
| Anciens présidents de la République            | Aníbal Cavaco Silva       |
| Membres désignés                               |                           |
| Par le président de la République (09/03/2021) | António Lobo Xavier (pt)  |
| Par le président de la République (09/03/2021) | António Damásio           |
| Par le président de la République (09/03/2021) | Lídia Jorge               |
| Par le président de la République (09/03/2021) | Luís Marques Mendes       |
| Par le président de la République (09/03/2021) | Leonor Beleza             |
| Par l'Assemblée de la République (19/06/2024)  | Pedro Nuno Santos         |
| Par l'Assemblée de la République (19/06/2024)  | Carlos César              |
| Par l'Assemblée de la République (19/06/2024)  | Carlos Moedas             |
| Par l'Assemblée de la République (19/06/2024)  | Francisco Pinto Balsemão  |
| Par l'Assemblée de la République (19/06/2024)  | André Ventura             |